# Top of the World
Top of the World to dance-popowa piosenka zespołu Pussycat Dolls, która została wykorzystana w czołówce programu MTV pod tytułem "The City". Oficjalnie została wydana na iTunes 3 lutego 2009 r. Jak w większości piosenek Pussycat Dolls tak i w Top of the World głównie śpiewa Nicole Scherzinger, natomiast Melody Thornton oraz Jessica Sutta w tle. Piosenka osiągnęła 29 miejsce na iTunes w  USA a także 15 na  Kanada iTunes. Top of the World po premierze osiągnął 79 miejsce na liście Billboard Hot 100. Utwór dodano do tracklisty Doll Domination 2.0.

## Listy przebojów
| Lista przebojów (2009) | Pozycja |
| ---------------------- | ------- |
| Canadian Hot 100       | 53      |
| Billboard Hot 100      | 79      |